# Жи л'Евек
Жи л'Евек (фр. Gy-l'Evêque) насеље је и општина у источном делу централне Француске у региону Бургоња, у департману Јон која припада префектури Осер.
По подацима из 2011. године у општини је живело 461 становника, а густина насељености је износила 30,69 становника/km². Општина се простире на површини од 15,02 km². Налази се на средњој надморској висини од 185 метара (максималној 298 m, а минималној 165 m).

## Демографија
| 1962. | 1968. | 1975. | 1982. | 1990. | 1999. | 2011. |
| ----- | ----- | ----- | ----- | ----- | ----- | ----- |
| 366   | 381   | 430   | 354   | 443   | 417   | 461   |

График промене броја становника у току последњих година